# Iván Ayón Rivas
Iván Ayón-Rivas (Piura, 17 de febrero de 1993) es un tenor peruano reconocido en el ámbito internacional por su destacada carrera en el canto lírico. Nacido en Piura, Ayón-Rivas se ha posicionado como una de las nuevas figuras del canto lírico peruano y latinoamericano. 
Alcanzó amplia notoriedad en octubre de 2021, como ganador del primer premio en el concurso internacional de ópera Operalia 2021 de Plácido Domingo. 

## Formación
Formado en el Conservatorio de Música del Perú, Iván Ayón-Rivas ha recibido una sólida formación vocal bajo la tutela de María Eloísa Aguirre, y ha continuado sus estudios con renombrados maestros como Juan Diego Flórez, Ernesto Palacio, Vincenzo Scalera, Maurizio Colaccichi y Luigi Alva. Además, perfeccionó su técnica con el barítono Roberto Servile en Italia. 

## Reconocimientos
A lo largo de su carrera, Ayón-Rivas ha obtenido numerosos reconocimientos en concursos de canto, destacando su triunfo en el concurso Operalia 2021, donde obtuvo el primer premio, el Premio Plácido Domingo Ferrer de zarzuela y el premio del público, consolidando su prestigio y proyección en el mundo de la ópera.

## Trayectoria
Su trayectoria artística ha sido marcada por importantes participaciones en teatros y festivales de renombre internacional. Ha interpretado roles destacados en producciones como La traviata, Falstaff, Rigoletto, L’elisir d’amore, Macbeth, entre otras, presentándose en escenarios como La Scala de Milán, la Ópera Estatal de Viena, Venecia, Moscú, el Teatro Municipal de Santiago de Chile  y otros.